# Tardigrada

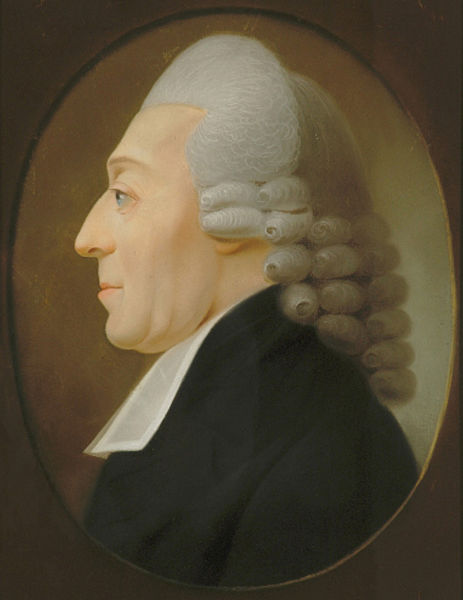
Johann August Ephraim Goeze.

Los tardígrados (Tardigrada), llamados comúnmente osos de agua debido a su aspecto y movimientos, constituyen un filo de ecdisozoos dentro del reino animal, caracterizado por ser invertebrados, protóstomos, segmentados y microscópicos (de 500 µm de media). Además se agrupan dentro del gran grupo de los panartrópodos por presentar caracteres que sugieren que comparten un antecesor común con los artrópodos, junto a los onicóforos.
Fueron descritos por primera vez por Johann August Ephraim Goeze en 1773, el cual los denominó «osos de agua» (del alemán Kleine Wasser-Bären, literalmente ‘ositos de agua’) y hace referencia a la manera en la que caminan, similar al andar de un oso. Más tarde, el término «tardígrado» (que significa ‘de paso lento’) fue dado por Lazzaro Spallanzani en 1777, justamente debido a la lentitud de este animal.
Son organismos extremófilos (resistentes a condiciones extremas), con características únicas en el reino animal como poder sobrevivir en el vacío del espacio o soportar presiones muy altas de casi 6000 atm; pueden sobrevivir a temperaturas de -200 °C y hasta los 150 °C, a la deshidratación prolongada (pueden pasar hasta 10 años sin obtener agua) o a la radiación ionizante.

## Características generales

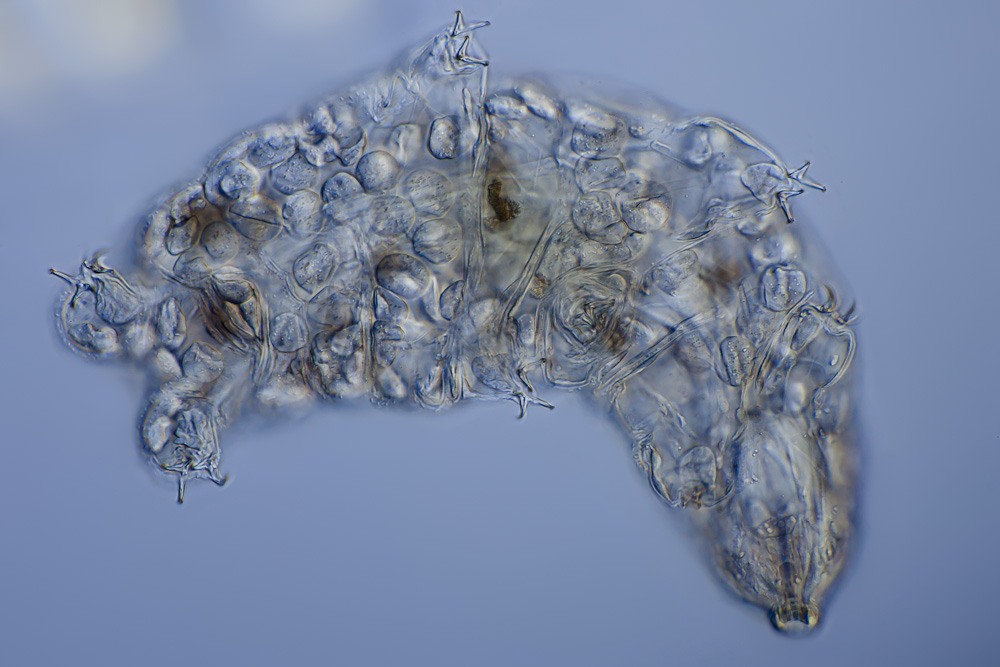
Tardígrado visto bajo el microscopio óptico.

La mayoría de los tardígrados son terrestres y habitan fundamentalmente en los musgos, líquenes o helechos, aunque también pueden llegar a habitar aguas oceánicas o de agua dulce, no habiendo rincón del mundo que no habiten. Los especímenes adultos más grandes pueden verse a simple vista porque llegan a alcanzar un largo de 0,5 mm de media, sin embargo, los más pequeños pueden medir 0,05 mm solamente.
Son de forma ovalada o alargada, pueden entrar en criptobiosis (metabolismo reducido) y se alimentan succionando líquidos vegetales o animales. Además de tener células eucariotas, poseen cutícula no quitinosa, aunque pueden mudar. Se conocen más de 1000 especies de tardígrados. Algunos autores todavía los consideran una clase de artrópodos.
Los tardígrados están formados por unas mil células y algunas especies son eutélicas, es decir, mantienen constante el número de células durante su desarrollo. Sin embargo, según otras fuentes el número de células es de unas 40 000.
Algunos tardígrados ponen sus huevos a la vez que mudan la cutícula (cubierta externa), de tal forma que la puesta queda alojada en la cutícula de la que acaban de desprenderse, que le servirá de protección.

## Estructura

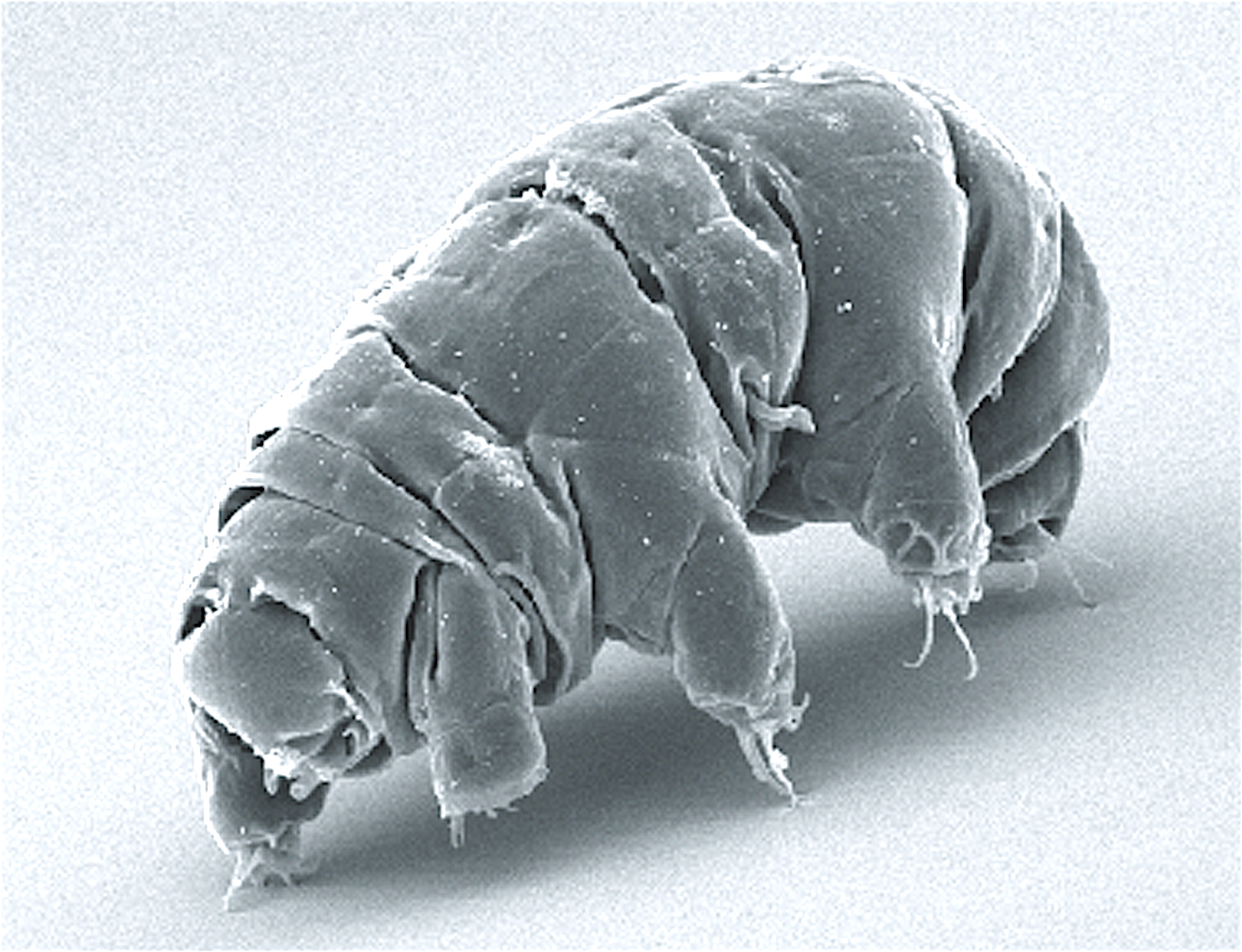
Imagen SEM de Milnesium tardigradum en estado activo.

Dotados de simetría bilateral, con la zona ventral aplanada y la dorsal convexa, los tardígrados constan de cinco segmentos no diferenciados. Un segmento cefálico poco diferenciado de forma roma que contiene la boca (con un par de estiletes internos) y, en ocasiones, puntos o manchas oculares y cirros sensoriales. Los cuatro segmentos restantes tienen cada uno un par de patas ventrolaterales terminadas con garras (entre cuatro y ocho) o con ventosas; normalmente los primeros tres pares se destinan a la locomoción mientras que el cuarto sirve para anclarse al sustrato dado que los tardígrados son extremadamente ligeros e incluso una leve brisa puede arrastrarlos fácilmente. La cutícula no quitinosa exterior que los recubre puede ser de una gran variedad de colores. Los tardígrados son ovíparos, dioicos y experimentan un desarrollo directo, sin fases larvarias. Carecen de sistemas circulatorio y respiratorio, pero sí disponen de aparatos nervioso, excretor y reproductor. Poseen unas células (matoxistemas)[cita requerida] que les permiten sobrevivir en cualquier medio ya sea agua, aire, vacío, etc.

### Aparato digestivo
Lo más destacado del aparato digestivo es su estructura bucal. Se caracteriza por una abertura bucal o probóscide formada por unos tres anillos de cutícula incrustada hacia la cavidad interior, que continúa con una faringe tubular y después una succionadora, en la que hay unos potentes músculos circulares que hacen los movimientos de succión. En esta musculatura hay unas estructuras esclerotizadas denominadas macroplacoides, que dan rigidez a la estructura y además suponen un punto de inserción para los músculos suctores. A la estructura de la boca van asociados dos estiletes punzantes que están vinculados a músculos retractores y protractores. Su función es atravesar las paredes de los vegetales de los que se alimenta y succionar los fotosintatos. Los estiletes en reposo se encuentran embebidos en las glándulas salivales, las cuales son las encargadas de secretarlos de nuevo, junto con el resto de la estructura bucal, tras la ecdisis (proceso de muda).
Los tardígrados se alimentan de bacterias, algas, criptógamas, rotíferos, nemátodos y otros invertebrados microscópicos. Normalmente sorben sus células pero en ocasiones ingieren los organismos completos.

## Resistencia a condiciones extremas

### Criptobiosis

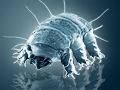
Echiniscus testudo.

Tal vez la cualidad más fascinante de los tardígrados es su resistencia y capacidad, en situaciones medioambientales extremas, de entrar en un estado de animación suspendida conocido como criptobiosis o estado anhidrobiótico. Mediante un proceso de deshidratación, pueden pasar de tener el habitual 85 % de agua corporal a quedarse con tan solo un 3 %. En este estado el crecimiento, la reproducción y el metabolismo se reducen o cesan temporalmente y así pueden pasar hasta 4,4 años. En 2016 científicos del Instituto Nacional de Investigación Polar de Japón (NIPR) consiguieron reanimar a ejemplares que llevaban más de 30 años congelados.
Esta resistencia permite a los tardígrados sobrevivir a temporadas de frío y sequedad extremos, radiorresistencia a la radiación ionizante y resistencia al calor y la polución. Existen estudios que demuestran que, en estado de metabolismo indetectable, pueden sobrevivir a temperaturas que oscilan entre los –20 °C y los 100 °C. En condiciones de laboratorio extremas parece que pueden sobrevivir a temperaturas entre -273 °C, casi el cero absoluto, y 151 °C. Asimismo se indica que pueden sobrevivir a la inmersión en alcohol puro y en éter. Científicos rusos afirman haber encontrado tardígrados vivos en la cubierta de los cohetes recién llegados de vuelta del espacio exterior. Recientes investigaciones demuestran que son capaces de sobrevivir en el espacio exterior.
En 1948 la bióloga italiana Tina Franceschi rehidrató unos tardígrados procedentes de una muestra de musgo seca, conservada en un museo desde 1828. Al cabo de doce días, uno de los ejemplares mostró algunos ligeros signos de movimiento, después nada. Las observaciones de Franceschi fueron muy exageradas en las citas subsecuentes, afirmándose en numerosos trabajos, aunque sin fundamento real, que los tardígrados pueden revivir tras permanecer 120 años en estado de criptobiosis.

### Exposición espacial

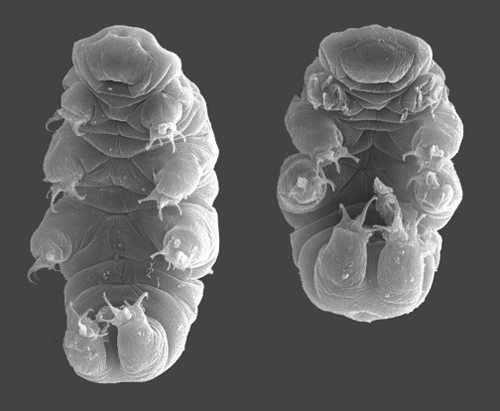
Hypsibius dujardini.

En septiembre de 2007 se lanzó la sonda espacial Foton M3 de Rusia y la ESA, y en ella fue colocado un grupo de tardígrados. Se comprobó que no solo sobrevivieron a las condiciones del espacio exterior, sino que incluso mantuvieron su capacidad reproductiva, por lo que se les considera el ser vivo más resistente. Además, pueden soportar 100 veces más radiación que los seres vivos más resistentes y pueden pasar años en un estado de hibernación sin agua, y reactivarse en cuanto se les suministre.

### Radiación ultravioleta
En octubre de 2020, investigadores del Instituto Indio de Ciencias (Bangalore) descubrieron una nueva especie del género Paramacrobiotus que tiene unos pigmentos fluorescentes que les protegen de la radiación ultravioleta. Extrayendo los pigmentos fluorescentes, los científicos han sido capaces de proteger de la luz ultravioleta a nematodos y a otros tardígrados que no poseen estos pigmentos, demostrando por primera vez que la fluorescencia tiene en algunas especies una función protectora.

## Filogenia y sistemática
El filo de los tardígrados se compone de tres clases: heterotardígrados, eutardígrados y mesotardígrados, aunque este último taxón se basa solo en una descripción de la especie Thermozodium esakii (Rahn, 1937) de un manantial japonés de agua caliente cerca de Nagasaki. Los especímenes y el manantial fueron destruidos por un terremoto de modo que la clase y la especie es dudosa (nomen dubium).
Las relaciones filogenéticas de los tardígrados no están claras. Considerados a veces un filo pseudocelomado, o miembros de un grupo denominado Pararthropoda (grupo en el que también se incluían los onicóforos y que se ha demostrado parafilético), la tendencia actual es la de situarlos junto a onicóforos y artrópodos en un clado denominado Panarthropoda dentro de Ecdysozoa, algunas filogenias recientes los consideraron más próximos a los nematodos que a onicóforos y artrópodos; sin embargo ahora se cree que esta filogenia es consecuencia de la atracción de ramas largas. Según los análisis moleculares constituyen el primer grupo divergente del clado Panarthropoda.

## En la cultura y la sociedad

### Comienzos a principios delsigloXX
Posiblemente la primera vez que los tardígrados aparecen en la literatura no científica es en el cuento “Bathybia” del geólogo y explorador Douglas Mawson. Publicado en el libro Aurora Australis de 1908 e impreso en la Antártida, trata de una expedición al Polo Sur donde el equipo se encuentra con hongos gigantes y artrópodos. El equipo observa a un tardígrado gigante peleando con un rotífero igualmente enorme; otro oso de agua gigante muerde el dedo del pie de un hombre, dejándolo en coma durante media hora con su mordedura anestésica. Finalmente, un tardígrado de un metro y medio de largo, al despertar de su hibernación, asusta al narrador y este se da cuenta de que todo fue un sueño. 

### Popularidad
Los tardígrados son comunes en los musgos y líquenes de las paredes y los techos, y pueden recolectarse y observarse fácilmente con un microscopio de baja potencia. Si están secos, se pueden reanimar en un portaobjetos de microscopio añadiendo un poco de agua, haciéndolos accesibles a estudiantes principiantes y científicos aficionados.  La revista Current Biology atribuyó su popularidad a "su torpe forma de arrastrarse [que] es tan adorable como puede serlo".  Los zoólogos James F. Fleming y Kazuhuru Arakawa los llamaron "un filo carismático".  Son famosos  por su capacidad de sobrevivir a eventos que detienen su vida, como el secado, desde que Spallanzani los "resucitó" por primera vez a partir de un sedimento seco en una cuneta en el siglo XVIII.  En 2015, el astrofísico y comunicador científico Neil deGrasse Tyson describió a la Tierra como "el planeta de los tardígrados", y fueron nominados para el Premio Nombre del Año de la American Name Society.  Live Science señala que son lo suficientemente populares como para aparecer en productos como ropa, aretes y llaveros, con patrones de croché para que la gente haga su propio tardígrado.  El artista neerlandés Arno Coenen creó estatuas para la Iglesia de San Eusebio, Arnhem, de organismos microscópicos, incluidos un tardígrado y un coronavirus. 

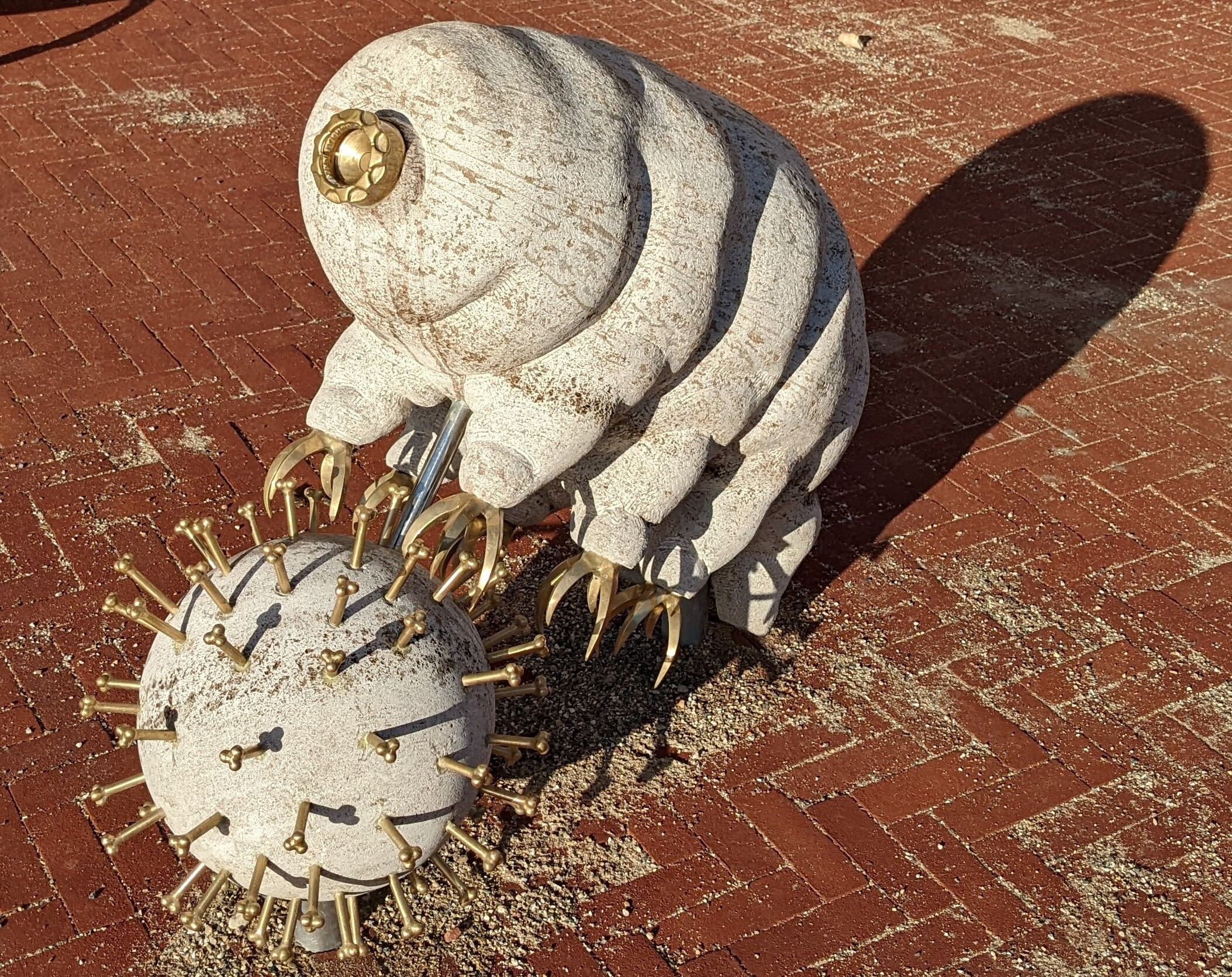
Escultura tardígrada Arca de Noé 3.0 de Arno Coenen, Iglesia de San Eusebio, Arnhem, Países Bajos
Peluche de tardígrado

### De la ciencia a la cultura popular
Las características de los tardígrados, incluida su capacidad para sobrevivir en condiciones extremas,  les han ganado un lugar en la ciencia ficción y en la cultura pop.   El músico Cosmo Sheldrake se imagina a sí mismo como un robusto  tardígrado en su "Tardigrade Song" de 2015.   Canta "Si yo fuera un tardígrado... La presión no me aplastaría y el fuego no podría quemar... Puedo vivir la vida en el vacío durante años sin beber (Ajá)". 
Los biólogos Mark Blaxter y Arakawa Kazuharu describen la transición de los tardígrados a la ciencia ficción y la fantasía como resultado de "apariciones raras pero entretenidas".  Señalan que en la película de terror de ciencia ficción Harbinger Down de 2015, los protagonistas tienen que lidiar con tardígrados que han mutado a través de experimentos de la Guerra Fría en cambiaformas inteligentes y letales. 
En Star Trek: Discovery de 2017, la criatura alienígena "Ripper" es una versión enorme pero, como escribe The Routledge Handbook of Star Trek, "generalmente reconocible"  de un tardígrado terrestre. El protagonista, el xenoantropólogo Michael Burnham, explica que el Destripador puede "incorporar ADN extraño a su propio genoma mediante transferencia genética horizontal. Cuando el Destripador toma prestado ADN del micelio [de sus hongos simbióticos   ], se le concede un pase de viaje con acceso total".  La experta en ciencia y cultura popular Lisa Meinecke, en Fighting for the Future: Essays on Star Trek: Discovery, escribe que el animal comparte algunas de las características del tardígrado real, incluida "su resistencia física a condiciones ambientales estresantes extremas". Añade que si bien el estudio del ADN fúngico está "aparentemente basado" en la ciencia, conlleva igualmente un "ímpetu místico de lo que [los filósofos franceses] Deleuze y Guattari llaman un devenir",  un enredo de especies que cambia a los involucrados "y une toda la vida". La frontera de esa simbiosis es lo “Extraño o Anómalo”, que estabiliza el sistema y encarna sus posibilidades futuras. Los personajes Burnham y Stamets ven que el tardígrado desempeña este papel de "forastero".